# M & J (álbum)
M & J es el primer álbum de estudio de la cantante francesa de pop, Vanessa Paradis, lanzado el 15 de agosto de 1988.
Este trabajo musical fue certificado oro en Canadá y Suiza y platino en Francia por el Sindicato nacional de la edición fonográfica.

## Listado de canciones
Todas las letras escritas por Étienne Roda-Gil.
| LP original |                                    |                 |          |  |
| N.º         | Título                             | Música          | Duración |  |
| 1.          | «Marilyn & John»                   | Franck Langolff | 5:48     |  |
| 2.          | «Maxou»                            | Langolff        | 3:50     |  |
| 3.          | «GLe Bon Dieu Est un Marin»        | Langolff        | 4:28     |  |
| 4.          | «Mosquito»                         | Langolff        | 4:21     |  |
| 5.          | «Soldat»                           | Langolff        | 5:41     |  |
| 6.          | «Joe le Taxi»                      | Langolff        | 3:56     |  |
| 7.          | «Coupe Coupe»                      | Langolff        | 5:21     |  |
| 8.          | «Chat Ananás»                      | Langolff        | 3:47     |  |
| 9.          | «Scarabee»                         | Langolff        | 6:25     |  |
| 10.         | «Marilyn & John (English Version)» | Langolff        | 5:46     |  |
| 46:83       |                                    |                 |          |  |

## Posicionamiento
| Listas (1988)                   | Posición |
| ------------------------------- | -------- |
| European Albums (Music & Media) | 58       |
| French Albums (SNEP)            | 13       |
| Alemania Offizielle Top 100     | 61       |

## Créditos
- Daniel Adjadj - coros
- Patrick Bourgoin - saxofón
- Ann Calvert - coros
- Bertrand Châtenet - arreglos, ingeniero de sonido, mezcla ("Le bon Dieu est un marin")
- Joshua D'Arche - bajo, teclados, programación y sintetizador en "Joe le taxi"
- Freddy Della - armónica
- Jacques Denjean - arreglos del cuarteto de cuerda en "Scarabée"
- Jean-Luc Escriva - coros
- Carole Fredericks - coros
- Alain Ganne - saxofón
- Katherine Hibbs - fotografía
- Yvonne Jones - coros
- Christophe Josse - bajo, teclados, programación y sintetizador en "Chat ananas"
- Kiwi Concept - gráfica
- Franck Langolff - arreglos, guitarra, armónica
- Thierry Leconte - asistente de mezcla en "Le bon Dieu est un marin"
- Alain Lubrano - asistente de mezcla en "Le bon Dieu est un marin"
- Bruno Mylonas - mezcla
- Philippe Osman - arreglos, bajo, teclados, guitarra, programación y sintetizador
- François Ovide - guitarra
- Anne Papiri - coros
- Patrick Rousseau - percusión en "Joe le taxi"
- Patrice Tison - guitarra